# أتيلا زابو
أتيلا زابو (بالمجرية: Szabó Attila)‏  (و. 1968  م) هو عازف كمان مجري، يستخدم آلات كمان.

## التعليم
تعلم في جامعة إسزترهازي كارولي ‏ (حتى 1991)
.

## جوائز
حصل على جوائز منها:
- نيشان الفنون والآداب من رتبة قائد (17 يناير 2013)[1]
- جائزة المنافسة العامة  [لغات أخرى]‏ (1946)